# Namaka (mitologia)
Namaka é a deusa do mar e da água da mitologia havaiana no ciclo de Pele. A lua de Haumea, Namaka, deve o seu nome a esta deusa.
Ela é filha de Ku-waha-ilo e Haumea, cujos outros filhos são Pele, a irmã Hi'iaka e o irmão Kama. Aukelenuiaiku torna-se marido de Namaka em Kahiki e mais tarde marido de Pele, e por causa disso Pele, as irmãs Hiʻiaka, Malulani e Kaʻōhelo, migram para o Havaí. Quando Pele briga com sua poderosa irmã, Namaka, ela envia ondas para destruir as terras e casas de Pele. Ajudado por sua família, Pele luta com Namaka, mas Namaka a derrota.